# Behar Shtylla
Behar Shtylla (ur. 11 marca 1918 w Ersece, zm. 8 grudnia 1994 w Tiranie) – albański polityk i dyplomata, minister spraw zagranicznych w latach 1953–1966.

## Życiorys
Ukończył liceum francuskojęzyczne w Korczy. 13 czerwca 1940 otrzymał od władz włoskich stypendium, dzięki któremu mógł podjąć studia na uniwersytecie w Rzymie. W 1942 uczył języka francuskiego w liceum w Korczy. Od 1944 działał w ruchu oporu.
W 1949 reprezentował Albanię przed Międzynarodowym Trybunałem Sprawiedliwości w kwestii sporu z Wielką Brytanią dotyczącego incydentu w Cieśninie Korfu. W tym samym roku prowadził nieoficjalne rozmowy ze stroną amerykańską na temat przywrócenia stosunków dyplomatycznych między dwoma państwami, co miało umożliwić przyjęcie Albanii do Organizacji Narodów Zjednoczonych. W latach 1950–1952 pełnił funkcję ambasadora Albanii we Francji i we Włoszech. W 1953 zastąpił Envera Hodżę na stanowisku ministra spraw zagranicznych, które sprawował do 1966. Jego miejsce zajął b. ambasador Albanii w Chinach – Nesti Nase.
Od 1961 członek Komitetu Centralnego Albańskiej Partii Pracy. Od roku 1954 zasiadał w albańskim parlamencie, w latach 1969–1970 pełnił funkcję przewodniczącego legislatywy. W 1973 objął stanowisko ambasadora Albanii w Chinach.

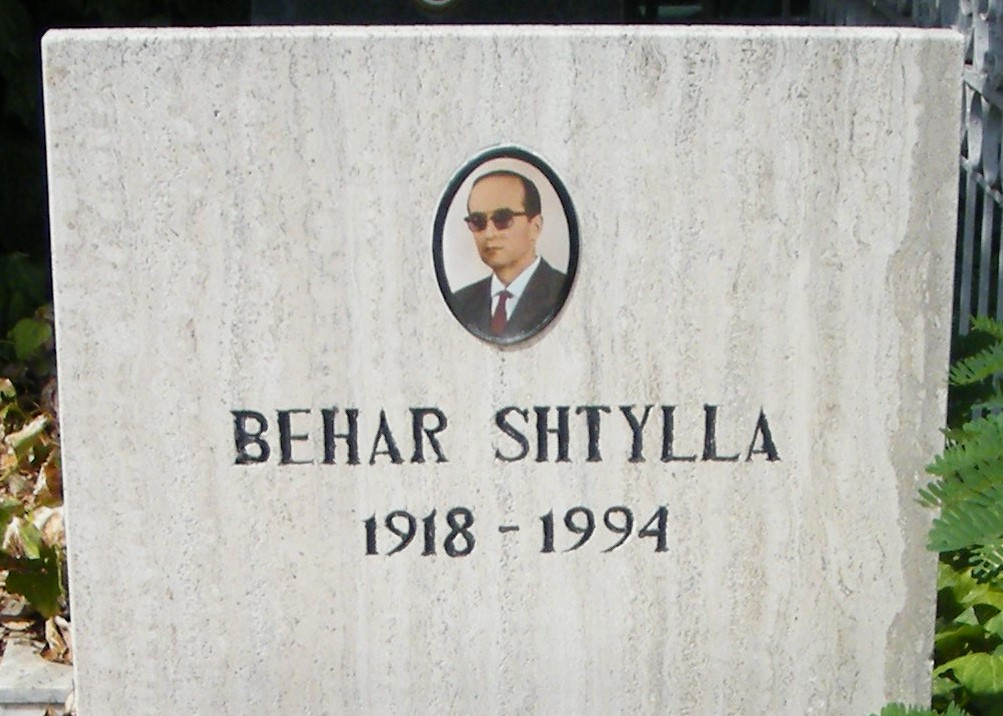
Grób Behara Shtylli na cmentarzu Sharre w Tiranie

W 1997 nakładem wydawnictwa Dituria ukazały się pośmiertnie wspomnienia Behara Shtylli pt. Fan Noli siç e kam njohur: kujtime, w których autor opisał swoje ostatnie spotkanie z Fanem Nolim w czasie pobytu w USA.
Był żonaty (żona Valentina).